# 扬·勒戈夫
扬·勒戈夫（法語：Yann Le Goff，2003年2月9日—），法国男子游泳运动员，2023年欧洲U23游泳锦标赛男子200米自由泳银牌得主、2025年世界游泳锦标赛男子4×100米混合泳接力银牌得主和混合4×100米自由泳接力铜牌得主。